# 林謀盛
林謀盛（Lim Bo Seng; 1909年4月27日—1944年6月29日），福建南安人，第二次世界大戰時期在新加坡、馬來亞地區抵抗日軍，在新加坡被視為民族英雄。 林謀盛早期在新馬一帶經商，在當地華僑商人中頗有威望。1937年抗日戰爭爆發後，他積極參與抗日活動，直到1942年日軍佔領新加坡後逃往印度，後加入中英兩國合作的游擊特遣部隊136部隊，在被日軍佔領的馬來亞進行間諜活動。1944年，林謀盛在霹靂州務邊被日軍俘虜，最後被嚴刑拷問致死。1945年，日本投降後，林謀盛遺體被轉移至新加坡，埋葬在麥里芝蓄水池公園。

## 生平

### 早年生活
林謀盛生於福建省泉州府南安縣梅林鎮後埔村（現為南安市省新鎮滿山紅村）。他的父親林路（Lim Loh; 1852年-1929年）是建築商，擁有磚廠、餅乾廠、橡膠園等實業，在中國和新加坡有大批房地產，為人樂善好施，聲望卓著。林路娶了六房夫人，一共有十九個兒子和九個女兒，前十個兒子和前兩個女兒是前四房夫人領養的，第五房夫人生了七個兒子和六個女兒，第六房夫人生了兩個兒子和一個女兒。林謀盛的母親是林路的第五房夫人方牡丹（1885年-1930年10月31日），林謀盛本人是林路的第十一個兒子，也是林路的第一個親生兒子。
林謀盛早年在廈門鼓浪嶼英華書院（現為廈門二中）念書，16歲時到新加坡，在萊佛士書院繼續求學，畢業後到香港大學進修商科。1929年，林謀盛在父親去世後繼承了家業，和兄弟們一起在新加坡、馬來亞一帶經營磚廠、餅乾廠和建築企業。除了經商以外，林謀盛也在新馬一帶的華僑商人社群中很活躍，頗有威望，在20余歲時曾擔任新加坡建築商公會會長、新加坡中華總商會董事、新加坡福建會館執委兼教育主任等職位。

### 抗日活動
1938年雙十節，陳嘉庚等人號召的南洋華僑籌賑祖國難民總會成立，林謀盛擔任交際股主任並積極籌集賑款，參與抵制日貨、籌款等抗日活動，支援抗日戰爭。當時，日本政府在馬來亞登嘉樓州龍運縣有一座僱用了大約3000名礦工的鐵礦場，開採後的鐵礦石運往日本，用作製造武器的原料。林謀盛認為如果礦工罷工，日本政府將會遭受巨大損失，因此他在1938年2月間和安溪會館總務主任莊惠泉前往龍運縣勸說礦工罷工，許多礦工聽了後離開鐵礦場，跟隨林莊二人到新加坡。該年3月11日，林謀盛和新加坡華僑為礦工舉行歡迎儀式，協助他們在新加坡定居就業。
1941年12月，林謀盛響應殖民地政府的呼籲，出任新加坡華僑抗敵總會的執委兼勞工服務團主任，動員華人勞工和組織星華義勇軍協助英軍抵抗日軍。1942年2月，星華義勇軍在新加坡戰役中與日軍展開了激烈戰鬥。

### 在136部隊中的生活
1942年2月11日，林謀盛離開新加坡，輾轉由海路經過蘇門答臘到達印度加爾各答，再由空路抵達重慶，不久後被國民政府派往印度協助駐印英軍的後勤工作，負責組織中國留印度海員戰時工作隊，協助當地政府有關消防、救傷、搬運等工作。駐印英軍後來向重慶國民政府要求合作，林謀盛被挑選為中英兩國合作的一隻游擊特遣部隊136部隊的中方駐印度聯絡官，正式職銜為136部隊馬來亞區長，領上校軍銜。136部隊在印度馬哈拉什特拉邦浦那縣獅子堡（Sinhagad）受英軍訓練，目的是要進行代號「蓋世大務」的行動（Operation Gustavus），從印度潛入馬來亞和新加坡，在新馬一帶建立間諜網絡收集日軍情報，從而幫助英軍奪回馬來亞和新加坡。
1943年5月24日，第一批136部隊特工由英國特別行動執行處的約翰·戴維斯上尉（Captain John Davis）率領，從錫蘭的英國海軍基地乘坐荷蘭潛艇HNLMSO24潛入馬來亞霹靂州。HNLMSO24將於9月和11月再次與第一批136部隊特工會合，繼續轉移物資和人員。由理查德·布魯姆上尉（Captain Richard Broome）率領的第二和第三批136部隊特工分別於6月25日和8月4日乘坐另一艘荷蘭潛艇HNLMSO23潛入馬來亞，林謀盛則於11月2日和第五批136部隊特工到達馬來亞。為了避免日軍識別他的身份，林謀盛化名“陳春林”（Tan Choon Lim），通過日軍檢查站時自稱是商人。
在馬來亞霹靂州，136部隊成功地聯繫在馬來亞戰役後留下的英軍長官弗雷迪·查普曼少校（Major Freddie Chapman），以及馬來亞人民抗日軍的領導人萊特和陳平，在霹靂州美羅山區建立136部隊的敵後總部和指揮基地。怡保的一家雜貨店建益棧被用作盟軍的間諜基地，特工之間通過空牙膏管、鹹魚和日記秘密傳達信息。
「蓋世大務」行動未取得任何成果之前失敗了。1944年1月，馬來亞人民抗日軍的一名游擊隊員被日軍俘虜，揭露了盟軍在邦咯島上的間諜網絡，日軍隨後在島上展開全面的反間諜行動，到了3月下旬，島上已有200多名日本士兵。3月24日，日軍憲兵隊在霹靂州海邊逮捕一名漁夫蔡群英（Chua Koon Eng），得知蔡群英當時在邦咯島工作，136部隊的李漢光（Li Han-kwong）曾借用他的漁船傳達信息。日軍隨後以蔡群英為誘餌，設下陷阱抓獲李漢光。李漢光在嚴刑逼供下證實了蔡群英的說法，但設法避免向日軍透露更多與間諜網絡有關的情報。日軍將李漢光帶到怡保繼續審問，李漢光卻於3月26日成功逃入附近森林。日軍全力搜捕李漢光和其他136部隊特工，整個間諜網絡於3月31日被摧毀，直到1945年2月才得以重建。

### 死亡
1944年3月或4月左右，林謀盛在霹靂州金寶縣務邊的一個檢查哨站被日軍憲兵隊識破身份並抓獲，被帶到憲兵隊總部嚴刑拷問。儘管他遭受各種酷刑，他拒絕向日軍大西覺少佐透露任何有關136部隊的情报，並對日軍在獄中虐待他的戰友表示抗議。1944年5月底，他患上痢疾，臥床不起，最終在6月29日凌晨去世，被埋葬在近打縣華都牙也監獄後面一個沒有標記的地方。1945年日本投降後，林謀盛的遺孀和長子前往華都牙將他的遺體運回新加坡。
林謀盛的遺體於1945年12月7日抵達新加坡丹戎巴葛火車總站，靈車由一大群英國軍官和著名商人送行，從火車站經亞米尼亞街前往實龍崗路上段的福安餅乾廠，追悼會也同日在新加坡國民黨協會同德圖書館舉行。
1946年1月13日，林謀盛葬禮在政府大廈舉行，隨後他的遺體被運到麥里芝蓄水池的一座小山上（座標：1°20'31.76"N 103°49'50.60"E），以軍事榮譽下葬，中華民國國民政府也追贈林謀盛陸軍少將軍階。

## 家庭
1930年，林謀盛娶了新加坡林氏宗親會的土生華人女子顏珠娘（Gan Choo Neo），婚後改信基督教。他們有四個兒子和四個女兒，其中一個女兒早夭。顏珠娘於1979年9月25日因癌症去世，享年71歲。
林謀盛的長子林良玉（Lim Leong Geok; 1932年-2004年）是SMRT集團的執行董事，也是新加坡地鐵和新加坡公共交通系統發展的關鍵人物。2010年3月31日，新加坡陸路交通管理局追授林良玉傑出貢獻獎。
林謀盛其中一個孫子林德仁（Lim Teck Yin）曾是新加坡武裝部隊的一名准將，也曾出任新加坡體育局執行長。

## 紀念
1954年6月29日，由新加坡建築師黃慶祥（Ng Keng Siang）設計的林謀盛紀念塔（Lim Bo Seng Memorial）在濱海公園揭幕，供人憑弔。新馬兩地也有些地方以林謀盛命名，例如新加坡的謀盛道（Bo Seng Avenue）和馬來西亞怡保的惹蘭林謀盛（Jalan Lim Bo Seng）。

## 相關文藝影視作品
- 1997年，電視劇《和平的代價》，陳泰銘飾演林謀盛
- 1998年，漫畫《林謀盛：新加坡最有名的戰爭英雄》（Lim Bo Seng: Singapore's Best-Known War Hero）ISBN 981-229-067-2
- 2025年6月，林謀盛由導演兼編劇林嘉創作並呈現於越劇《林謀盛元帥》中，該劇於新加坡首屆傳統戲曲節期間上演。此劇由大唐文化傳播製作，展現林謀盛在日據時期的抗戰事蹟，並將其家書改編為詩詞融入劇中。演出運用傳統戲曲元素，以凸顯其愛國精神與歷史意義。戲曲節由新加坡華族文化中心與國家藝術理事會聯合主辦[6]。

## 延伸阅读
- Chapman, F. Spencer (1949), The Jungle Is Neutral, Chatto and Windus. Subsequently published in 1977 by Triad/Mayflower Books and in 2003 by The Lyons Press.
- Poh, Guan Huat (1972), Lim Bo Seng: Nanyang Chinese Patriot, Honours thesis submitted to the History Department, University of Singapore.
- Tan, Chong Tee (2001), Force 136: Story of a World War II Resistance Fighter (second edition), by Asiapac Books.
- Victoria School (2003), "Lim Bo Seng Memorial".